# Phenacorhamdia hoehnei
Phenacorhamdia hoehnei är en fiskart som först beskrevs av Miranda Ribeiro, 1914.  Phenacorhamdia hoehnei ingår i släktet Phenacorhamdia och familjen Heptapteridae. Inga underarter finns listade i Catalogue of Life.